# 大许镇
大许镇，是中华人民共和国江苏省徐州市铜山区下辖的一个乡镇级行政单位。

## 行政区划
大许镇下辖以下地区：
大许村、朱庙村、东探村、西探村、朱庄村、邵楼村、岳海村、刘鹿村、麻沟村、团埠村、后王村、太山村、九山村、河西村、板桥村、横山村、梨园村、简城村、郑庙村、沙庄村、房亭村、大吴村和小墩村。

## 交通
- 连徐客运专线：大许南站（预留站）